# 西科斯基 S-52
賽考斯基 S-52（英語：Sirkosky S-52）是一款由西科斯基飛機公司於1940年代後期開發的通用直升機。其使用者為除了美國空軍之外的其他軍種。S-52是美國第一架配備全金屬旋翼槳葉的直升機。最初是兩人座，而後發展成四座。其在美國海軍和海軍陸戰隊的編號為O5S-1，海岸警衛隊和美國陸軍的則分別為HO5S-1G和YH-18A。S-52在軍隊退役後廣泛使用於民間商業用途。

## 發展

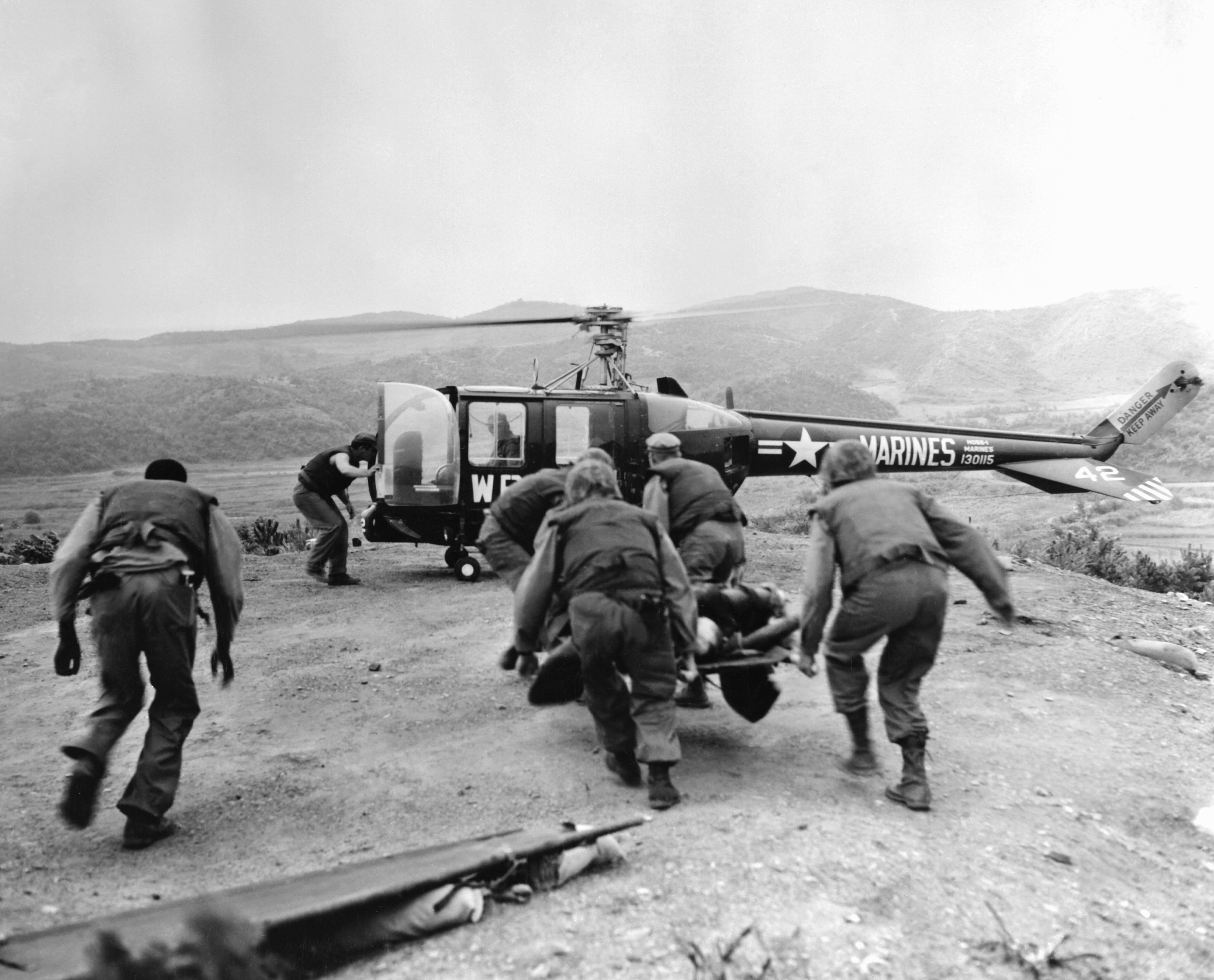
一架在韓戰中執行傷患後送任務的美國海軍陸戰隊HO5S-1

西科斯基飛機公司於1945年底開始設計 S-52，並於1947年首飛。.該原型機是一款雙座飛機，使用 178hp(133kW）的富蘭克林風冷水平對置六活塞發動機。 並且此譏為美國第一款使用全金屬主旋翼和尾旋翼槳葉以及主旋翼的偏置擺動鉸鏈的直升機，因而擁有更好的機動性。原型機於1948年2月25日獲得民航局型號證書。S-52很快升級成S-52-1，安裝了更強大的245hp(183kw)富蘭克林發動機。
由於其創新的設計，原型機載1948年達成許多成就， the prototype包括在3km(2mi)的航道中達到129.6mph(204.2 km/h)，在1 km(1,100 yd)的環形飛行中達到22.75mph(197.54km/h)，同時高度為21,220ft(6,468m)。 It was capable of hover out of ground effect at 5,900 ft (1,798 m) or 9,200 ft (2,804 m) in ground effect.S-52能夠在5,900ft(1,798m)懸停的情況下擺脫翼地效應，並在9,200ft(2,804m)達成翼地效應。1949年5月19日，在哈羅德·E·湯普森駕駛下，成為第一架進行環路飛行的直升機。
S-52-1而後改造成四座直升機，編號為S-52-2。其使用 245hp(183kW)富蘭克林O-425-1風冷六缸發動機。其特徵為半硬殼式機身，新增吊艙、動臂佈置，並有一個大的氣泡狀前艙，固定的四輪起落架取代了早期的前三輪佈局起落架，增加第三片葉片旋翼。S-52-3(HO5S-1)則採用向下傾斜（反角）V型尾翼穩定器。它的右前側和左後側也有滑動門，還有一個垂直分開的前氣泡形狀玻璃蓋，允許左半部分駕駛艙玻璃翻開。發動機位於機艙尾部，向前傾斜30度以與離合器和變速箱連接。機長坐在右前座，而前翻蓋使擔架上的兩名病人被放置在飛機的左側，在醫療後送任務期間，右後座的一名醫生可以照顧他們。
S-52還有渦輪軸發動機版本，稱為S-59/Xh-39(最初編號為S-52-5或YH-18B），參與新一代通用直升機的競爭，並最終敗給UH-1。

## 型號
- S-52-1

雙座原型機，1948年首飛。共建造4架。
- S-52-2

改進過的三座/四座版本。
- S-52-3

美國海軍和海岸警衛隊的S-52-2改進款，編號為HO5S-1和HO5S-1G。
- YH-18A

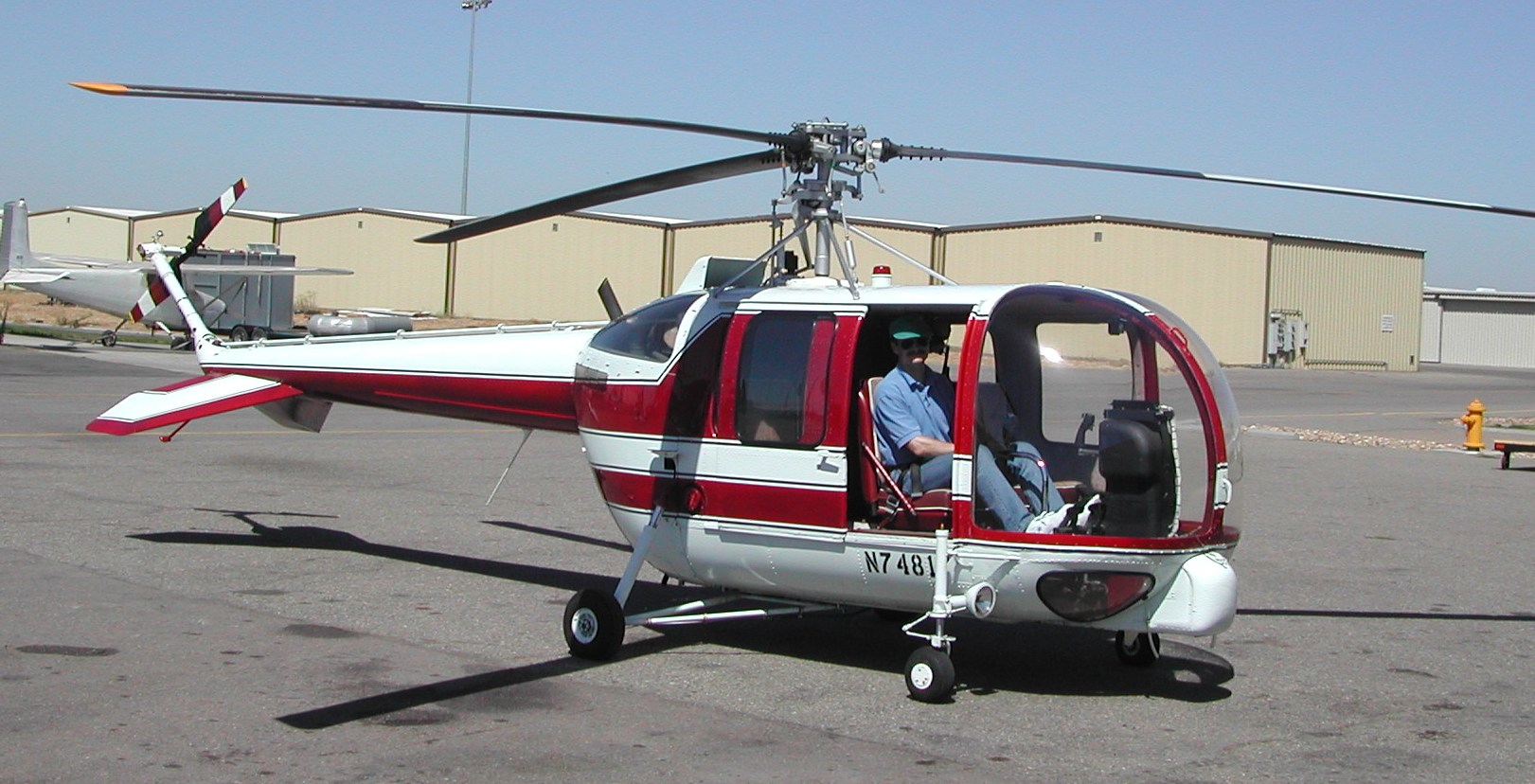
S-52-3

四架供美國陸軍評測的S-52-2。兩架後來改裝成XH-39和XH=39A。
- HO5S-1

美國海軍版本的S-52-3，共79架。
- HO5S-1G

美國海岸警衛隊版本的S-52-3，共8架。
- XH-39

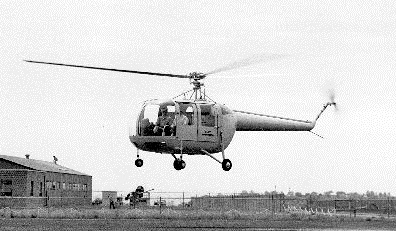
一架美國陸軍正在測試中的YH-18A

使用渦輪軸引擎的改進款，改裝自YH-18A，並最終編號為XH-39/S-59。
- 實驗電動 S-52

使用4個60-hp（45-kW）交流電(AC)啟動器/發電機來發電的版本。其身上14個72-Volt鉛酸電池的可提供240–300hp(180–225kW)十分鐘。
- 垂直蜂鳥（英语：Vertical Hummingbird）

由佛羅里達州桑福德的Vertical Aviation Technologies銷售的版本，除採用貝爾206直升機的機鼻和流線型設計擋風玻璃外，其餘設計大致相同。其發動機為IO-540垂直安裝的對置六缸風冷發動機。

### 引用
1. 1 2 3 4 5 6  Polmar and Kennedy, p. 288.
2. 1 2 3 4  Donald 1997, p. 840.
3. 1 2  Harding 1990, p. 228.
4. 1 2 3 4 5 6  Devine, Vinny. . Sikorsky Product History. Igor Sikorsky Historical Archives. June 2012  [3 August 2022]. （原始内容存档于2019-06-01）.
5. ↑  . Portable Press, 2019. 22 January 2019: 164. ISBN 9781684127184.
6. ↑  FAA type certificate
7. ↑  Flight manual, page 5
8. 1 2  . Flight International. 7 August 1953: 178  [2023-03-05]. （原始内容存档于2019-10-25）.
9. 1 2 3 4  Andrade 1979, p. 195
10. ↑  Andrade 1979, p. 119
11. ↑  Andrade 1979, p. 122

## 外部連結
- H-18 page on GlobalSecurity.org （页面存档备份，存于）
- HELIS.com Sikorsky S-52/H-18/HO5S Database （页面存档备份，存于）